# Засулье (Сумская область)
Засулье (укр. Засулля) — село, Недригайловская поселковая община, Роменский район, Сумская область, Украина.
Код КОАТУУ — 5923581301. Население по переписи 2001 года составляло 735 человек .

## Географическое положение
Село Засулье находится на правом берегу реки Сула, выше по течению на расстоянии в 1 км расположено село Цибуленки, ниже по течению на расстоянии в 1,5 км расположено село Бродок, на противоположном берегу — пгт Недригайлов. Через село проходит автомобильная дорога Т-1917.

## История
- Село Засулье основано в конце XVIII века.
- Вблизи села обнаружены поселения, поселки и городища, в частности летописный город Попаш.

## Экономика
- Свинотоварная ферма.
- Недригайловский комбикормовый завод.
- «Засулля-5», ЧП.
- ГП «Недригайловский агролесхоз».
- Засульевский межхозяйственный комбикормовый завод.

## Объекты социальной сферы
- Дом культуры.